# Académie croate des sciences et des arts

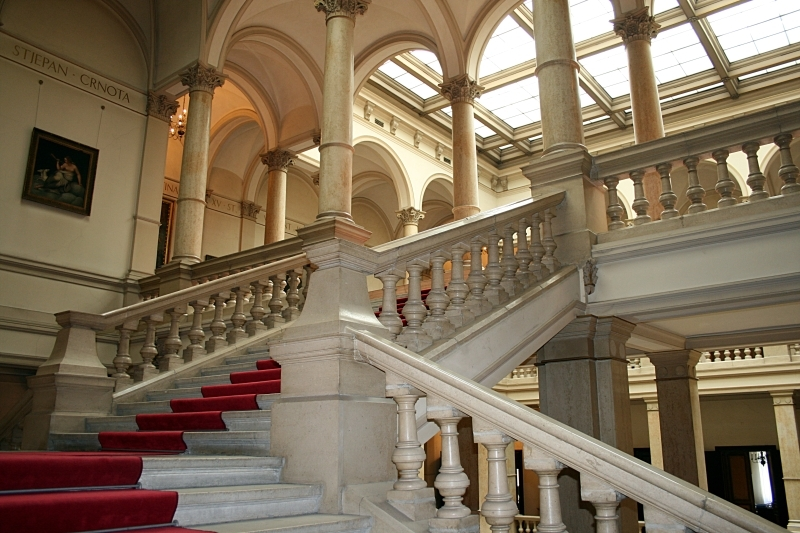
Intérieur du palais de l'Académie.

L'Académie croate des sciences et des arts (en latin, Academia Scientiarum et Artium Croatica, en croate, Hrvatska akademija znanosti i umjetnosti, abrégée en HAZU) est l'Académie nationale de Croatie, située à Zagreb. Elle était auparavant connue sous le nom de « Académie yougoslave des sciences et des arts » (Jugoslavenska akademija znanosti i umjetnosti, abrégée en JAZU).

## Présidents
- Franjo Rački (1866-1886)
- Pavao Muhić (en) (1887-1890)
- Josip Torbar (en) (1890-1900)
- Tadija Smičiklas (en) (1900-1914)
- Tomislav Maretić (en) (1915-1918)
- Vladimir Mažuranić (en) (1918-1921)
- Gustav Janaček (1921-1924)
- Gavro Manojlović (1924-1933)
- Albert Bazala (1933-1941)
- Tomo Matić (1942-1946)
- Andrija Štampar (en) (1947-1958)
- Grga Novak (en) (1958-1978)
- Jakov Sirotković (1978-1991)
- Ivan Supek (en) (1991-1997)
- Ivo Padovan (en) (1997-2003)
- Milan Moguš  (2003-2010)
- Zvonko Kusić (en) (2010-2018)
- Velimir Neidhardt (en) (2018-...)

## Membres
- Ferdinand Kulmer (1935-1990), artiste peintre, entre à l'Académie en 1990.